# Джеймс К. Маршалл
Джеймс Кріл Маршалл (англ. James Creel Marshall, 15 жовтня 1897 — 19 липня 1977) — бригадний генерал, офіцер інженерного корпусу армії США, який спочатку керував Манхеттенським проєктом зі створення атомної бомби під час Другої світової війни.
Член Військової академії Сполучених Штатів у Вест-Пойнті у червні 1918 року, яку закінчив раніше через Першу світову війну, Маршалл бачив службу на мексиканському кордоні. У міжвоєнний період працював над інженерними проєктами в США і в зоні Панамського каналу. У січні 1942 року, невдовзі після вступу Сполучених Штатів у Другу світову війну, став окружним інженером округу Сіракю'с та керував будівництвом Римської авіабази.
У червні 1942 року Маршалл був призначений відповідальним за Манхеттенський проєкт, відомий тоді як Лабораторія розробки матеріалів-замінників. Попри те, що у вересні його змінив на посаді керівника проєкту бригадний генерал Леслі Р. Гроувс молодший, був інженером Манхеттенського округу з 13 серпня 1942 по 13 серпня 1943 року. У листопаді 1943 року він став помічником начальника штабу (G-4) Служби постачання армії США (USASOS) у південно-західній частині Тихого океану, служачи в Австралії, Новій Гвінеї та на Філіппінах.
Маршалл залишив армію в 1947 році та переїхав до Ріверсайду, штат Коннектикут, де працював у MW Kellogg Co. Пізніше приєднався до Koppers, будуючи вугільний завод у Туреччині та працював над гірничими проєктами в Африці. Був комісаром автомобільних доріг у Міннесоті з 1961 по 1965 рік.

## Друга Світова війна
З 11 вересня 1939 року по 3 лютого 1940 року Маршалл навчався в коледжі командування та генерального штабу армії США у Форт-Лівенворті, штат Канзас. Потім став виконавчим офіцером 1-го інженерного полку. З початком Другої світової війни в Європі підвищення прискорилося, і 1 березня 1940 року отримав звання майора. 25 травня 1940 року став окружним інженером округу Бінгемтон у званні підполковника армії Сполучених Штатів з 12 червня 1941 р. 31 січня 1942 р. став окружним інженером округу Сіракю'с, який охоплював Нью-Йорк і частину Пенсільванії, у званні полковника з 1 лютого 1942 р. У Бінгемтоні та Сіракю'с відповідав за низку великих проєктів, включаючи боєприпаси та вибухові речовини, а також будівництво авіабази Гріффіс. Також йому довелося стежити за заходами проти повеней у верхній частині річки Делавер.